# Contribuyente
Se define contribuyente tributario como aquella persona física con derechos y obligaciones, frente a un agente público, derivados de los tributos. Es quien está obligado a soportar patrimonialmente el pago de los tributos (impuestos, tasas o contribuciones especiales), con el fin de financiar al Estado. Además es una figura propia de las relaciones tributarias o de impuestos. Se determina y define en concreto de acuerdo con la ley de cada país. El contribuyente es, en sentido general, el sujeto pasivo en Derecho tributario, siendo el (sujeto activo) del Estado, a través de la administración.

## Tipos de contribuyentes
En algunos casos, en consideración a su tamaño, y normalmente la cantidad de personas jurídicas (por la envergadura del negocio o empresa), un contribuyente puede recibir un trato individualizado por parte de la administración, y ser sometido a inspecciones periódicas (en lugar de aleatorias) para verificar el cumplimiento de sus obligaciones tributarias. En algunos países, puede incluso asignarse a un grupo concreto de inspectores de hacienda la inspección periódica de una empresa.
En esos casos el contribuyente no tiene por qué diferenciarse legalmente de los demás contribuyentes ordinarios salvo por el hecho de que, a efectos prácticos, tiene un trato más continuado con la administración.
Los contribuyentes se clasifican en dos grupos:
A) Personas Físicas o Naturales
Son aquellas que obtienen rentas de su trabajo personal (Personas con negocio de único dueño, profesionales liberales, entre otras). Para personas físicas la ley 8-92, del 3 de abril de 1992, en su artículo n.º 9 establece que el interesado debe presentar una serie de documentos para fines de inscripción tales como copia de la cédula de identidad y electoral, en caso de nacionales sin cédula el interesado deberá presentar su pasaporte o certificado de la Junta Central Electoral. En caso de extranjero, presentar el pasaporte llenar debidamente el cuestionario al contribuyente, disponible en las administraciones y agencias locales.
B) Persona Jurídica o Moral
Son las formadas por las asociaciones de varias personas en un organismo o una sociedad que son identificadas con una razón social mediante instrumento público a la que la ley reconoce derechos y facultades a contraer obligaciones civiles y comerciales. Mediante resolución n.º 494-97, la Secretaría de Estado de Finanzas estableció que toda persona jurídica o moral, deberá proveerse de una tarjeta de identificación tributaria en la cual consta: 
1. El nombre
2. Número de Registro Nacional del Contribuyente (RNC)
3. Fecha de Constitución de la Compañía.